# Bundesautobahn 98
La Bundesautobahn 98, abbreviata anche in A 98, è una autostrada tedesca, che collega Weil am Rhein (e la A 5) con la città di Stockach.
È ancora incompleta in molte tratte e parte di essa è a carreggiata unica. Una porzione del suo percorso, da Gottmadingen al raccordo di Hegau al giorno d'oggi fa parte della A 81, ma una volta completati i tratti mancanti, dovrebbe essere rinominato.
Ha origine nel punto più a sud-ovest del territorio tedesco e scorre interamente nel Baden-Württemberg.

## Percorso
| A 98 |           |                       |               |                |                |
| Tipo | n° uscita | Indicazione           | km            | Corrispondenze | Strada europea |
|      | 1         | Trivio di Weil        | 0,0           |                |                |
|      | 2         | Eimeldingen           | 2,7           |                |                |
|      | 3         | Binzen                | 3,6           |                |                |
|      | 4         | Kandern               | 5,9           |                |                |
|      | 5         | Lorrach Mitte         | 7,8           |                |                |
|      | 6         | Lorrach Ost           | 12,1          |                |                |
|      | 7         | Trivio di Hochrhein   | 17,3          |                |                |
|      |           | Tratto in costruzione |               |                |                |
|      |           | Laufenburg            |               |                |                |
|      |           | Hauenstein            |               |                |                |
|      |           | Tratto in costruzione |               |                |                |
|      |           | Tiengen West          | 94,2          |                |                |
|      |           | Tiengen Ost           | 97,2          |                |                |
|      |           | Lauchringen           | 100,2         |                |                |
|      |           | Tratto in costruzione |               |                |                |
|      |           | Gottmadingen          | 731,7         |                |                |
|      |           | Hilzingen             | 726,6         |                |                |
|      |           | Singen                | 722,2         |                |                |
|      | 11        | Quadrivio di Hegau    | 719,8 - 120,0 |                |                |
|      | 12        | Stochach West         | 130,3         |                |                |
|      | 13        | Stockach Ost          | 133,2         |                |                |